# Деглавс, Фрицис Юрьевич
Фрицис Юрьевич Де́главс (латыш. Fricis Deglavs) — советский хозяйственный, государственный и политический деятель.

## Биография
Родился в 1898 году в Эмбутской волости. Член ВКП(б) с 1940 года.
Участник Первой мировой и Гражданской войн, выпускник Высшей партийной школы в Ленинграде, затем на подпольной коммунистической работе в Латвии, арестован, освобождён, редактор нескольких партийных журналов в СССР, первый заместитель Председателя Совета Министров Латвийской ССР, председатель Госплана Латвийской ССР, вице-президент, директор Института экономики АН Латвийской ССР.
Избирался депутатом Народного Сейма Латвии, Верховного Совета СССР 2-го и 3-го созывов.
Умер в 1957 году в Риге.

## Награды
- орден Ленина
- орден Трудового Красного Знамени
- орден «Знак Почёта»

## Память
С 1957 по 1990 год имя Фрициса Деглавса носил нынешний проспект Висбияс в Риге.